# Mehrprodukt
Das Mehrprodukt (oder englisch Surplus) ist in der klassischen Nationalökonomie der Überschuss, der über den Bedarf hinaus produziert wird.
In einfachster Form ist diese ökonomische Kategorie im Tableau économique des Physiokraten François Quesnay zu finden, wo er den Teil der Jahresproduktion an Agrarerzeugnissen repräsentiert, der nicht zum Leben der in der Agrarproduktion beschäftigten Arbeitskräfte gebraucht wird. In diesem ersten Reproduktionsablauf-Schema wird dargestellt, dass das Nationaleinkommen, das Quesnay ausschließlich in Form landwirtschaftlicher Erzeugnisse vorliegen sieht, wenn es periodisch in gleicher Höhe reproduziert werden soll, zu einem bestimmten Teil wieder in die Produktion zurückgeführt werden muss. Neben den verschlissenen Produktionsmitteln muss auch ersetzt werden, was die landwirtschaftlichen Arbeiter zum Leben brauchen. Der Überschuss über den so bestimmten Reproduktionsbedarf hinaus ist das Mehrprodukt, über das die Gesellschaft verfügen kann bzw. der nach Beteiligung der verschiedenen sozialen Klassen an diesem Produktionsprozess verteilt wird. Es ist dadurch ein direkter Zusammenhang hergestellt zwischen der Produktion und der Verteilung des Sozialprodukts.

## Historischer Materialismus
Dass Bauern mehr Lebensmittel erzeugen als sie selbst verbrauchen, ist ökonomische Voraussetzung dafür, dass sich andere Menschen auf Handwerk, Handel und andere Tätigkeiten in einer Stadt spezialisieren können. Nach Auffassung des historischen Materialismus ist ein Produktivitätsniveau, das dauerhaft die Erzielung von Mehrprodukt zulässt, die Voraussetzung dafür, dass ein Gemeinwesen von der Einkommensgleichheit zur Ungleichheit und damit zur Klassengesellschaft übergeht. Denn Sklavenarbeit lohnt sich nur dann, wenn der Sklave mehr produziert, als er selbst zum Leben benötigt. Ernest Mandel setzt sich mit Harry W. Pearson auseinander, der „absoluten“ und „relativen Überschuss“ unterschied und letztlich überhaupt die Relevanz dieses ökonomischen Erklärungsansatzes für Stammesgesellschaften anzweifelte.

## Karl Marx
Nach der Arbeitswerttheorie von Karl Marx tritt im Kapitalismus mit der Wertform, den die arbeitsteilige Produktion durch den Warenaustausch erhält, das gesellschaftliche Mehrprodukt in der Form von Mehrwert auf. Die Aneignung des Mehrwerts wird damit als Ausbeutung der unmittelbar an der Produktion beteiligten Lohnarbeiter gesehen.
Adam Smith, David Ricardo und Karl Marx sind bei der Bestimmung der Lohnhöhe von der Vorstellung des Subsistenzlohns abgegangen und haben diese stattdessen in Abhängigkeit bestimmt von kulturellen und gesellschaftlichen Bedingungen, insbesondere dem Kräfteverhältnis bzw. der unterschiedlichen Verhandlungsmachtpositionen der an der Produktion beteiligten sozialen Klassen.

## Klassische Nationalökonomie
Die klassische Nationalökonomie muss nach Auffassung von Pierangelo Garegnani in Gegensatz zur neoklassischen Ökonomie als ein surplustheoretischer Ansatz aufgefasst werden, der ausgeht von einem gegebenen Reallohn und einer bestimmten Produktionstechnik und deren Produktivität und dann den Surplus bestimmt als dasjenige, was vom Sozialprodukt schließlich übrig bleibt.